# دون عمر
دون عمر (به انگلیسی: Don Omar) (زاده ۱۰ فوریه ۱۹۷۸) خواننده و بازیگر پورتوریکویی است. همچنین او درفیلم سریع و خشمگین ۵ بازی کرده است.